# Zimna Woda (Lublin)
Pour les articles homonymes, voir Zimna Woda.
Zimna Woda (prononciation : [ˈʑimna ˈvɔda]) est un village polonais de la gmina de Krzywda dans le powiat de Łuków de la voïvodie de Lublin dans l'est de la Pologne.
Il se situe à environ 4 kilomètres à l'est de Krzywda (siège de la gmina), 16 kilomètres au sud-ouest de Łuków (siège du powiat) et 66 kilomètres au nord de Lublin (capitale de la voïvodie).
Le village comptait approximativement une population de 452 habitants en 2009.

## Histoire
De 1975 à 1998, le village est attaché administrativement à l'ancienne voïvodie de Siedlce.

Depuis 1999, il fait partie de la nouvelle voïvodie de Lublin.